# Edwards AFB (Kalifornija)
Edwards AFB je naseljeno područje za statističke svrhe u američkoj saveznoj državi Kalifornija. Prema popisu stanovništva iz 2010. u njemu je živjelo 2,063 stanovnika.